# 野崎喩
野崎 喩（のざき さとる　1929年 - 2009年）は、日本の工業デザイナー。佐賀県唐津市出身。

## 人物・来歴
旧制唐津中学（現・佐賀県立唐津東中学校・高等学校）から東京芸術大学に進学、卒業後、トヨタ自動車に入社。入社後、社内の若手デザイナーとともにアメリカ合衆国のアートセンター・カレッジ・オブ・デザインに留学する。帰国後、工業デザイナーとしてトヨタの自動車デザインを手がけた。その後、社内での配置転換をきっかけに、船、家、鉄道など、さまざまな分野で工業デザイナーとしての功績を残したといわれている。

## 手がけた自動車
代表作は、トヨタ・2000GT。この他にも、トヨタ・コロナ、トヨタ・カリーナのデザインを手がける。

## 畔水記念館
佐賀県唐津市中通りにある畔水記念館は、義姉が生家でもある自宅の一部を改装し、喩が子どもの頃に描いた絵のほか、机やベッド、オルガンなどを展示している。